# Dan pobjede i domovinske zahvalnosti, Dan hrvatskih branitelja
Dan pobjede i domovinske zahvalnosti i Dan hrvatskih branitelja državni je praznik i neradni dan koji se u Hrvatskoj slavi 5. kolovoza kao spomen na pobjedu u Domovinskom ratu. Na taj je dan 1995. godine Hrvatska vojska u Vojno-redarstvenoj operaciji Oluja oslobodila okupirani grad Knin. Ustanovljen je 1996. godine i od tada se redovito obilježava svečanostima na kninskoj tvrđavi i spomen-obilježjima u Kninu i u Zagrebu (na Oltaru domovine) u prisutnosti zapovjedništva i članova hrvatskih oružanih snaga, hrvatskih branitelja, članova Vlade, predsjednika (ujedno i vrhovnoga zapovjednika OSRH-a), zastupnika u Hrvatskom saboru, pripadnika Hrvatske policije i inih. U sklopu obilježavanja, redovito se služe svete mise za domovinu u crkvi Gospe Velikog Hrvatskog Krsnog Zavjeta u Kninu i crkvi sv. Marka u Zagrebu, ali i diljem Hrvatske i u iseljeništvu. Program obilježavanja redovito prenosi Hrvatska radiotelevizija.

## Povijest
Nakon četverogodišnje okupacije gotovo trećine hrvatskog teritorija, života u izbjeglištvu i u strahu od neprijateljskih napada na izložene hrvatske gradove, a nakon brojnih neuspješnih pregovora i mirovnih inicijativa, hrvatske su vlasti odlučile oružanom silom osloboditi hrvatski teritorij. U svitanje 4. kolovoza 1995. započela je Operacija Oluja.
Nakon početnog djelovanja snaga HRZ-a te topničke pripreme po vojnim ciljevima hrvatske snage krenule su u akciju istodobno iz 30 pravaca na bojišnici dugoj 700 kilometara. Udarnu snagu na glavnim pravcima napada činile su gardijske brigade, potpomognute specijalnom policijom MUP-a i Hrvatskim gardijskim zdrugom te domobranskim i pričuvnim postrojbama. Glavni smjerovi napada bili su s Dinare i Velebita u pravcu Knina. Već u operaciji Ljeto 95 stvoreni su preduvjeti da s vrhova Dinare prema Kninu krenu 4. i 7. gardijska brigada. S druge su strane, s Velebita preko Svetog Roka u pravcu Knina prodirale Specijalne postrojbe MUP-a.
Oslobađanjem Knina, središta pobune u Hrvatskoj, ostvaren je najvažniji strateško-politički i vojni cilj operacije Oluja i cijelog Domovinskog rata. Samo nekoliko dana poslije i na sjevernom dijelu bojišnice neprijateljske snage 21. kordunskog korpusa prisiljene su potpisati predaju.
Operacijom je vraćen u hrvatski ustavno-pravni poredak cijeli okupirani teritorij, osim istočne Slavonije. Oluja je uz Bljesak ključna akcija koja je dovela do kraja Domovinskog rata. U operaciji je oslobođeno 10 400 četvornih kilometara ili 18,4 % ukupne površine Hrvatske. Uspješna operacija Oluja dovela je i do mirne reintegracije Hrvatskog podunavlja te je značajno doprinijela skorom kraju rata u BiH.
Nakon oslobođenja omogućen je povratak 210 592 Hrvatskih prognanika: s područja oslobođenih „Bljeskom” i „Olujom” 126 909, a iz iz hrvatskog Podunavlja 83 683 osoba.

## Državni blagdan

### Naziv
Praznik se u početku zvao Dan domovinske zahvalnosti. Nazivu je kasnije dodan i „Dan pobjede”, a od 2008. i „Dan hrvatskih branitelja”. Zbog dugog punog naziva, kojem se često dodaje i „obljetnica VRO 'Oluja'”, u medijima i neslužbenoj komunikaciji često se naziva samo „Dan pobjede”.

### Obilježavanje
Od 1996., 5. kolovoza se u Hrvatskoj obilježava svečanošću podizanja zastave na kninskoj tvrđavi, prisjećajući se istog čina iz kolovoza 1995. te prigodnim programom u Kninu. I u drugim gradovima i mjestima organiziraju se koncerti, priredbe, sportska natjecanja i vatrometi. 
Program proslave u Kninu prati utvrđeni protokol koji se ustalio tijekom godina. Svečanost se otvara tradicionalnom budnicom u 6:30 ujutro. Kod Spomenika hrvatske pobjede „Oluja '95” na Trgu dr. Ante Starčevića, u 8:45 sati počinje ceremonija polaganja vijenaca. Obitelji poginulih branitelja, ratni zapovjednici te najvažniji državni predstavnici odaju poštovanje svim hrvatskim braniteljima koji su položili živote za domovinu ili su nestali tijekom rata. Stadion NK Dinara u 9:40 sati postaje mjesto gdje se održava glavna ceremonija s prigodnim govorima i kulturnim programom. Čitaju se imena poginulih i nestalih u „Operaciji Oluja”. Istovremeno se na povijesnoj Kninskoj tvrđavi odvija ceremonija podizanja hrvatske zastave u 9:43 uz zvuke crkvenih zvona i svečano izvođenje državne himne. Vrijeme pojedinih dijelova ceremonije je u spomen na stvarno vrijeme događaja, koji su se događali u Kninu 5. kolovoza 1995. godine. Tijekom dana do popodneva, građani mogu obići izložbu suvremene vojne opreme i naoružanja koje koriste Hrvatska vojska i policijske snage. Krunski dio svečanosti predstavlja impresivan letački program „Krila Oluje” i u novije vrijeme, prelet borbenih zrakoplova Rafalea. Služi se svečana sveta misa u vrkvi Gospe Velikog Hrvatskog Krsnog Zavjeta od 12 sati. Navečer je koncert domoljubne tematike.
Dvadeseta obljetnica oslobođenja Knina te Dan pobjede 2015. proslavljeni su svečanim mimohodom Oružanih snaga u Zagrebu 4. kolovoza, prijemom za strana izaslanstva te zabavom i vatrometom u Zagrebu. Sutradan je održana i tradicijska svečanost podizanja zastave u Kninu te priredba. Trideseta obljetnica obilježena je Četvrtim svečanim mimohodom Oružanih snaga Republike Hrvatske u Zagrebu
31. srpnja 2025.

## Manifestacije
Hrvatsko kulturno društvo »Napredak« iz Knina od 2008. održava Smotru folklora „Knin, 5. kolovoza”, koju čine sveta misa u Crkvi Gospe Velikoga hrvatskog krsnog zavjeta, mimohod do i nastup na Trgu Ante Starčevića.
Riječki navijači od 2017. svakog 4. kolovoza uvečer održavaju manifestaciju „Oluja na Kvarneru” kojom paljenjem 222 baklje na Krčkom mostu održavaju spomen na isti broj poginulih hrvatskih branitelja iz Primorsko-goranske županije.

## Povezano
- Dan pobjede nad fašizmom
- Dan zahvalnosti
- Gospa Snježna

## Vanjske poveznice
Ostali projekti
|  | Zajednički poslužitelj ima još gradiva o temi Dan pobjede i domovinske zahvalnosti i Dan hrvatskih branitelja te 16. obljetnica vojnoredarstvene operacije Oluja |

Mrežna mjesta
- 5. kolovoza - Dan pobjede i domovinske zahvalnosti i Dan hrvatskih branitelja, na stranicama Hrvatskoga sabora
- 15. Obljetnica VRO Oluja  Arhivirana inačica izvorne stranice od 2. travnja 2013. (Wayback Machine), MORH

|  | Portal Hrvatske: pristup člancima s tematikom o Hrvatskoj |